# Юсту
Юсту́ (фр. Ustou) — коммуна во Франции, находится в регионе Юг — Пиренеи. Департамент коммуны — Арьеж. Входит в состав кантона Уст. Округ коммуны — Сен-Жирон.
Код INSEE коммуны — 09322.

## Население
Население коммуны на 2008 год составляло 346 человек.
| 1962 | 1968 | 1975 | 1982 | 1990 | 1999 | 2008 |
| ---- | ---- | ---- | ---- | ---- | ---- | ---- |
| 429  | 502  | 428  | 520  | 351  | 299  | 346  |

## Экономика
В 2007 году среди 211 человек в трудоспособном возрасте (15—64 лет) 136 были экономически активными, 75 — неактивными (показатель активности — 64,5 %, в 1999 году было 68,4 %). Из 136 активных работали 128 человек (70 мужчин и 58 женщин), безработных было 8 (5 мужчин и 3 женщины). Среди 75 неактивных 6 человек были учениками или студентами, 46 — пенсионерами, 23 были неактивными по другим причинам.

## Фотогалерея
- Гора Валье
- Руины замка Мираба